# Fisherman’s Friend
Fisherman’s Friend — название ментоловых конфеток, выпускаемых компанией Lofthouse of Fleetwood (англ.), расположенной во Флитвуде (англ.), Ланкашир, Англия.

## История
Fisherman’s Friend впервые были изготовлены молодым фармацевтом Джеймсом Лофтхаусом в 1865 году для борьбы с различными дыхательными проблемами у рыбаков, работающих в экстремальных условиях при глубоководной ловле у берегов Исландии. Изначально он разработал сильнодействующую жидкую микстуру с ментолом и эвкалиптовым маслом. Позднее Лофтхаус превратил эту жидкость в маленькие ромбовидные конфетки, которые проще перевозить и принимать. По данным производителя, рыбаки (англ. fisherman) вскоре прозвали эти конфетки «друзьями» (англ. friends), отчего они и получили своё название. Конфетки существуют в их нынешней форме относительно неизменными с момента их создания, за исключением того, что раньше в них добавляли креозот, а теперь нет. Конфетки до сих пор упаковываются в бумажные пакетики, хотя теперь они покрыты изнутри пластиковым слоем и иногда упаковываются в картонную или металлическую коробки.

## Ингредиенты
Оригинальные конфетки имеют следующий состав:
- Солодка
- Пищевой крахмал
- Пищевая камедь
- Ментол (0,9 %)
- Эвкалиптовое масло (0,15 %)
- Перечная настойка

Также утверждается, что все компоненты только натурального происхождения и не добавляется консервантов.

## Ассортимент
Fisherman’s Friend сейчас продаются более чем в 100 странах. По словам производителя, некоторые из вкусов доступны только в определённых странах:
- Оригинальный экстрасильный (Original Extra Strong)
- Анисовый (Aniseed)
- Суперсильный мятный (Super Strong Mint)
- Без сахара (с сорбитом)
  - Оригинальный с низким содержанием сахара (Original Low Sugar)
  - Цитрусовый (Citrus)
  - Лимонный (Lemon)
  - Чёрная смородина (Blackcurrant)
  - Мятные (Mint и Spearmint)
  - Яблоко и корица (Apple and Cinnamon)
  - Сильная салмиак (солёная солодка, Strong Salmiak) для европейского рынка
  - Вишнёвый (Cherry)
  - Ягодный микс (Mixed Berries)
  - Пряный мандарин (Spicy Mandarin)
  - Прохладная чёрная смородина (Cool Cassis)
  - Сладкая солодка (Sweet liquorice)

Производитель трижды удостаивался Королевской награды за достижения в экспорте (англ.). Конфетки Fisherman’s Friend также подходят для вегетарианцев и веганов.